# Xian de Muchuan
Le xian de Muchuan (沐川县 ; pinyin : Mùchuān Xiàn) est un district administratif de la province du Sichuan en Chine. Il est placé sous la juridiction de la ville-préfecture de Leshan.

## Démographie
La population du district était de 254 234 habitants en 1999.